# Транспортни кораби тип „Либърти“
Либърти (на английски: Liberty) са тип транспортни кораби на САЩ, масово произвеждани в безпрецедентно голяма серия по време на Втората световна война. Между 1941 и 1945 в осемнадесет американски корабостроителници са посторени 2710 кораба „Либърти“ за нуждите на американски флот и за подсигуряване превоза на военните доставки по програмата „Заем-наем“ (Lend-Lease; Ленд-лийз), предназначени за Великобритания и Съветския съюз.

## Предшественици

### Съдовете от типа „Хог Айлендер“ (1918)
Пряк предшественик на „Либърти“ са типовите транспортни съдове, строени по конвейер в края на Първата световна война в корабостроителницата Хог Айлънд във Филаделфия. Построена през 1918 г. тя има 50 стапела и 7 сухи докове, тя е първата такава за серийно конвейерно производство на граждански транспорти (аналогичен проект за строителство на стражеви кораби реализира в същите 1917 – 1918 години Хенри Форд). Първия „Хог Айлендер“ е спуснат на вода на 5 август 1918 г., последния на 29 януари 1921 г.; всичко построени са 122 съда – 110 сухогруза и 12 войскови транспорта. „Хог Айлендер“ нямат загуби през войната; през Втората световна война от тях потъват 58 съда.

### Съдовете от типа „Оушън“ (1941)
През 1940 г. правителството на Великобритания поръчва на САЩ по Ленд-лийз 60 транспорта за попълване на загубите от подводната война. За основа на проекта е взет тип транспортен кораб, отнасящ се към 1879 г. и впоследствие развит в транспортите на британската компания „Silver Line“ през 1930-те години. Парните котли на въглища, постовете за управление и каютите на екипажа са съсредоточени в средата на корпуса. Поръчката предвижда увеличение на газенето по сравнение със съдовете от мирно време, което увеличило водоизместимостта с 800 тона. Първия съд в серията, Ocean Vanguard, е спуснат на вода на 16 август 1941 г.; малко по-рано, през март 1941, „британската“ серия е увеличена до 200 броя, а април до 306 съда, но 117 от тях се планират за постройка вече по новия проект (бъдещия „Либърти“).

## Производство

### Изменения в проекта
В хода на подготовката за производство на „Оушъните“ комисията по военно-транспортните съдове (United States Maritime Commission) изменя проекта и технологичната схема на производство: трудоемката нитовка е заменена със сглобяване на заварени секции, котлите работят вече на мазут. Поръчката за строеж на корабите са първоначално разпределени на шест корабостроителници, контролирани от Хенри Джон Кайзер. Новия проект, първоначално известен като EC2 (Emergency Cargo, type 2) или „проект по закона за гражданските съдове на военна служба“ (Merchant Marine Act design), започва да се нарича „Либърти“ (Свобода) след като президента Рузвелт обявява 27 септември 1942 г. – деня на спускането на вода на първите 14 съда – за „ден на флота на свободата“ (Liberty Fleet Day). Първия „Либърти“, SS Patrick Henry, носи името на американския революционер Патрик Хенри (1736 – 1799), влязъл в историята с фразата си „Дайте ми свобода или ми дайте смърт!“ (на английски: Give me liberty, or give me death!).
След това съдовете от проекта „Либърти“ са именувани в чест на хора от всики професии, като всеки, който дари за отбраната 2 милиона долара е имал правото да кръсти кораб на себе си.

### Развитие на технологията
Постройката на първите 14 кораба отнема около 230 дни. В течение на периода 1941 – 1942 г. чрез последователни усъвършенствания срока за постройка (от залагането до спускането на вода) е намален до 42 денонощия. През ноември 1942 г. корабостроителниците на Кайзер поставили рекорд – заложен на 8 ноември SS Robert Peary е спуснат на вода на 12 ноември (4 дни, 15 часа и 29 минути от залагането му) и тръгва на първия си курс на 22 ноември; кораба преживява войната и служи до 1963 г. Въпреки това е по-скоро пропаганден трик, който не може да се повтори в серийното производство. За строеж на „Либърти“ са ангажирани 18 корабостроителници (без да се броят множеството подизпълнители) и в 1943 г. готовата продукция достига средно 3 кораба на ден.
- „построяване
- Ден 2: Залагане на кила
- Ден 6: Отсеците и носещите греди под долната палуба са готови
- Ден 10: Долната палуба е завършена изцяло, главната палуба в средата на съда е завършена
- Ден 14: Главната палуба е завършена, както и повечето надстройки и рубки
- Ден 24: Кораба е готов за спускане на вода

### Производствени дефекти
„Либърти“ от първите серии имат пукнатини в набора на корпуса и палубата. 19 съда буквално се разпаднали в морето. Първоначално дефектите се отдавали на заварената конструкция, като цяло или на ниското качество на заварките при условията на денонощна работа. Привлечената за разследване на причините Констанс Типер – английски металовед – доказала, че пукнатините по набора се появяват заради неудачно избраната марка стомана, която в условията на Арктика става крехка. Заварения набор на съда улеснява увеличаването на пукнатините, но не ги предизвиква сам по себе си. В течение на 1942 г. недостатъците са отстранени. Опита на „Либърти“ е използван при производството на последващите военни серии – транспортите от типа „Виктори“ (534 броя) и танкерите от типа Т2 (490 броя).

## Служба
Вместимостта на „Либърти“ може да се равнява на:
- 2840 джипа
- 525 бронеавтомобили M8 или 525 санитарни фургона
- 440 леки или 260 средни танкове
- 651000 бр. снаряди 76 mm или 300000 бр. снаряди 105 mm[5]

На практика, като правило, товара винаги е комплектован разнотипно.

### Съхраненните „Либърти“
„Либърти“ са построени като „кораб за пет години“: считало се, че тяхната малка скорост и ремонтопригодност ще ги направят неконкурентоспособни в следвоенния свят. На практика, „Либърти“ активно служили в конвоите на корейската война и в гражданското корабоплаване до началото на 1960-те години: през 1950-те години параходствата само печелели с помощта на „Либърти“ средства за обновлението на флотите си. Масовото утилизиране на „Либърти“ започва през 1960-те години; първенеца на серията, „Патрик Хенри“, е утилизиран през 1958 г..
През 1963 един „Либърти“ е преустроен в първата в света плаващата АЕЦ MH-1A „Sturgis“. През 1968 – 1975 коръбът-централа е използван за производство на електричество (10 MW) за захранване в Зоната на Панамския канал. Реакторът с вода под налягане е деактивиран 1976 – 1977, а корабът е изваден от употреба през 2014 г. Днес „Sturgis“ (превърнат от кораб на баржа) се намира на постоянен пристан на река Джеймс в щата Вирджиния, като част от Резервния флот на националната отбрана на САЩ.
Корпусите на два „Либърти“ служат като плаващи докове в Портланд, Орегон.
Към 2005 година, в строй са два „Либърти“ – корабите-музеи SS John W. Brown в Балтимор и SS Jeremiah O’Brien Сан Франциско; и двата са годни за плаване и периодически излизат в морето. Третия съхранен „Либърти“ е плаващия рибопреработвателен завод (на английски: Factory ship) Star of Kodiak в град Кодиак на остров Кодиак в щата Аляска.
През 2008 г. последния съд от типа „Либърти“ SS Arthur M. Huddell е преден на гръцкото правителство. Съда е преоборудван на кораб-музей, получава ново име SS Hellas Liberty и се намира под гръцки флаг в пристанището на Пирея, Гърция.